# Mausoleum

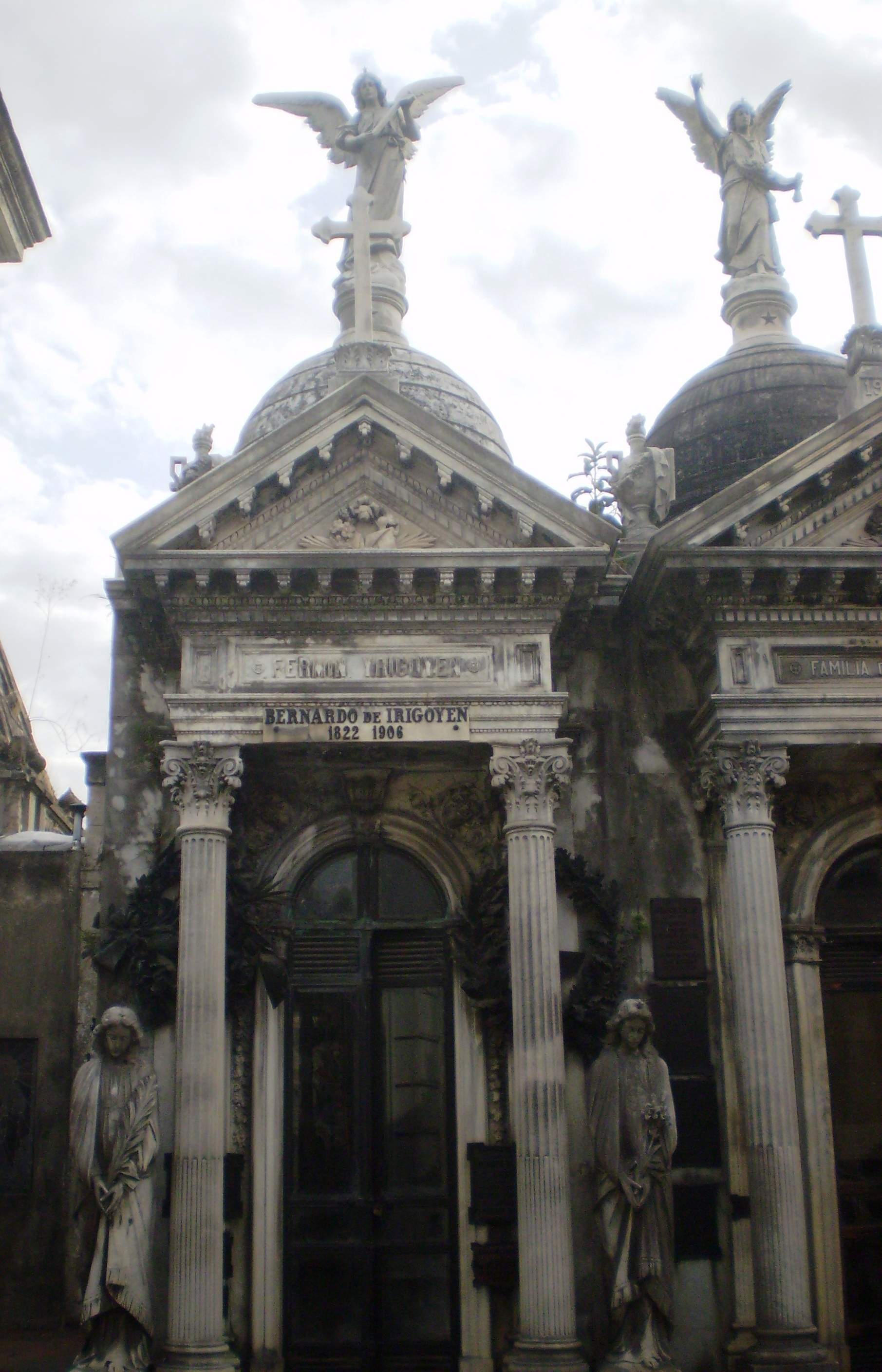
Mausoleum op de Recoleta-begraafplaats, Buenos Aires (Argentinië).

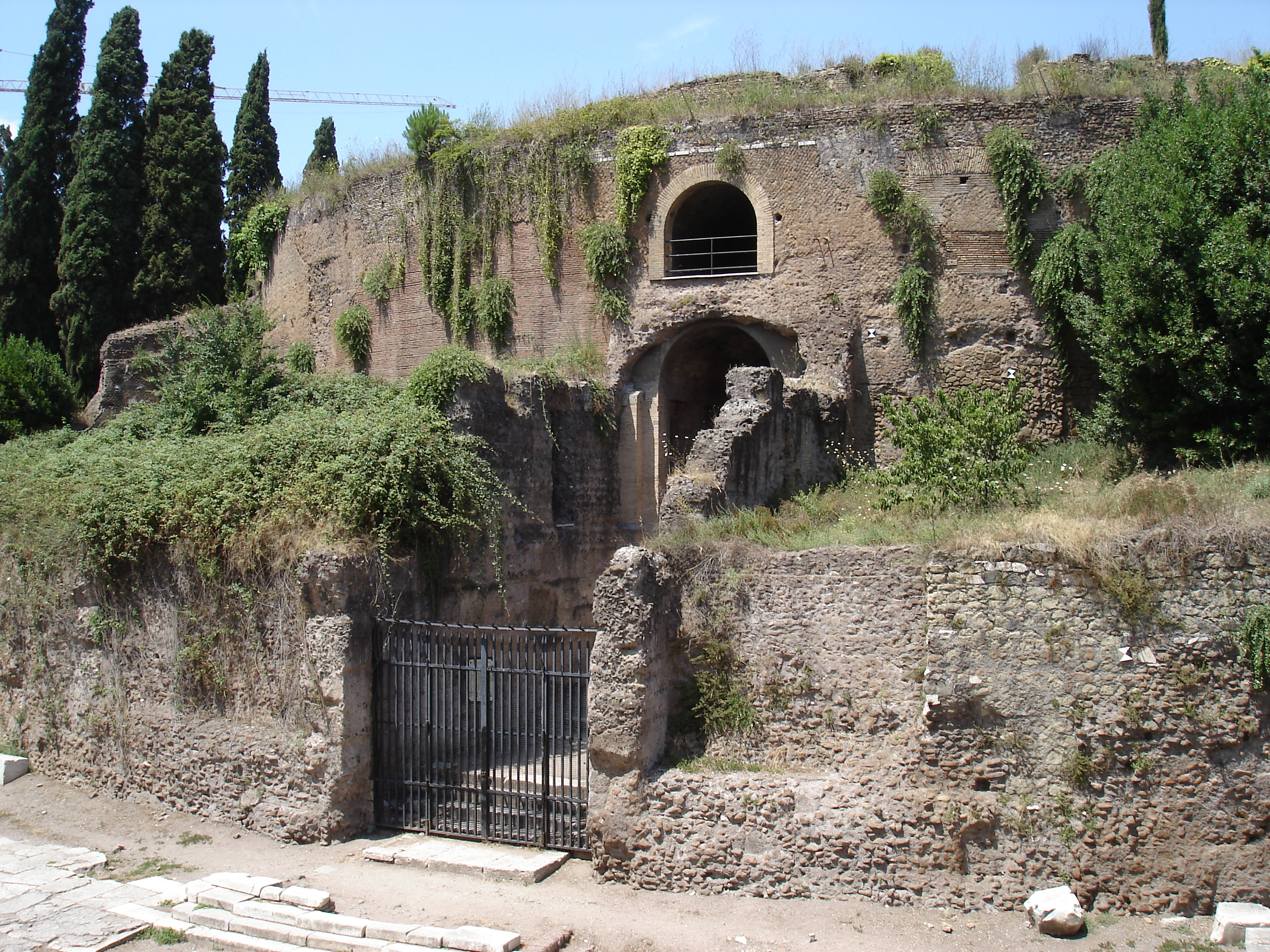
Het mausoleum van Augustus

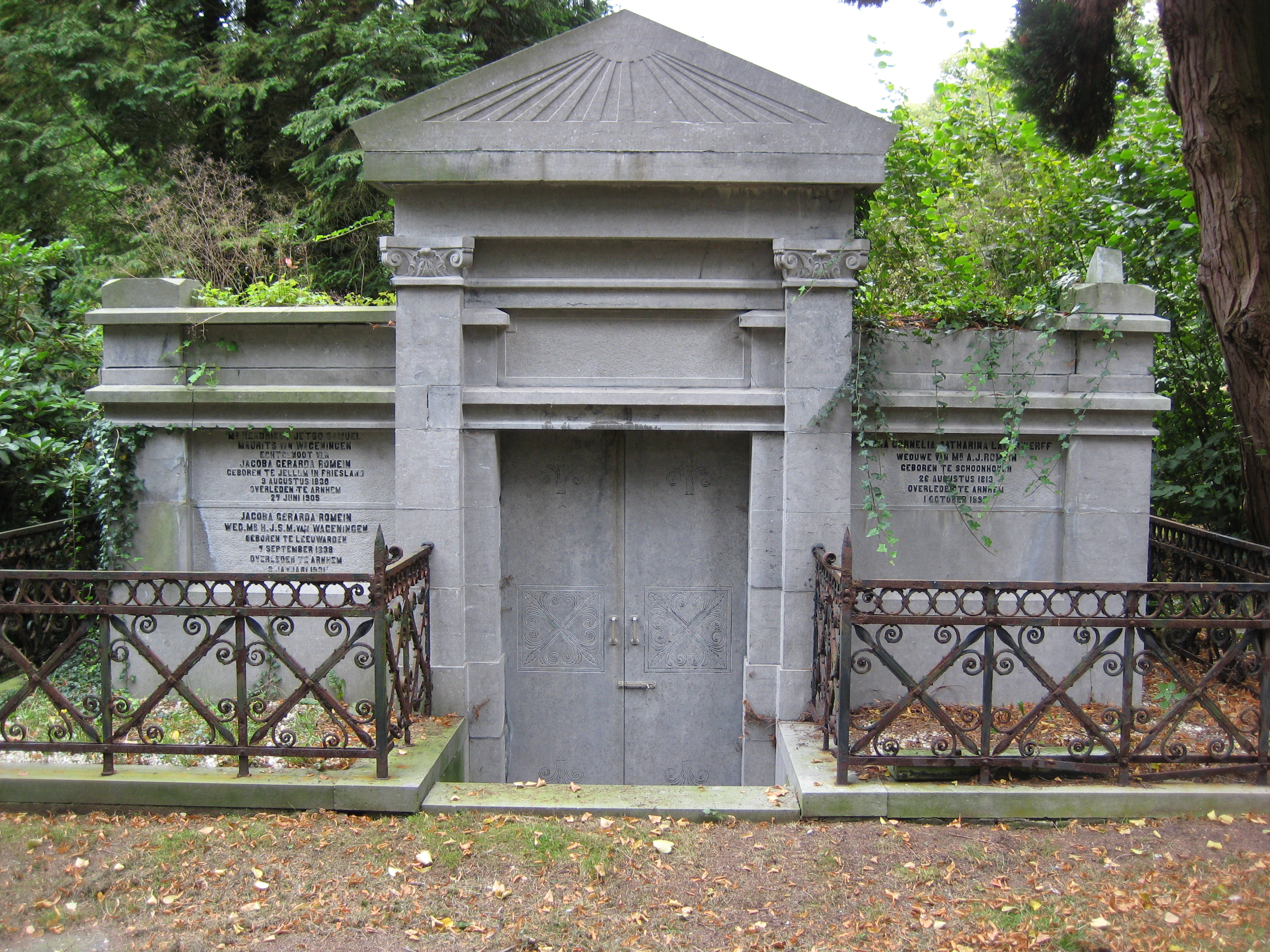
Een mausoleum op de begraafplaats Moscowa in Arnhem

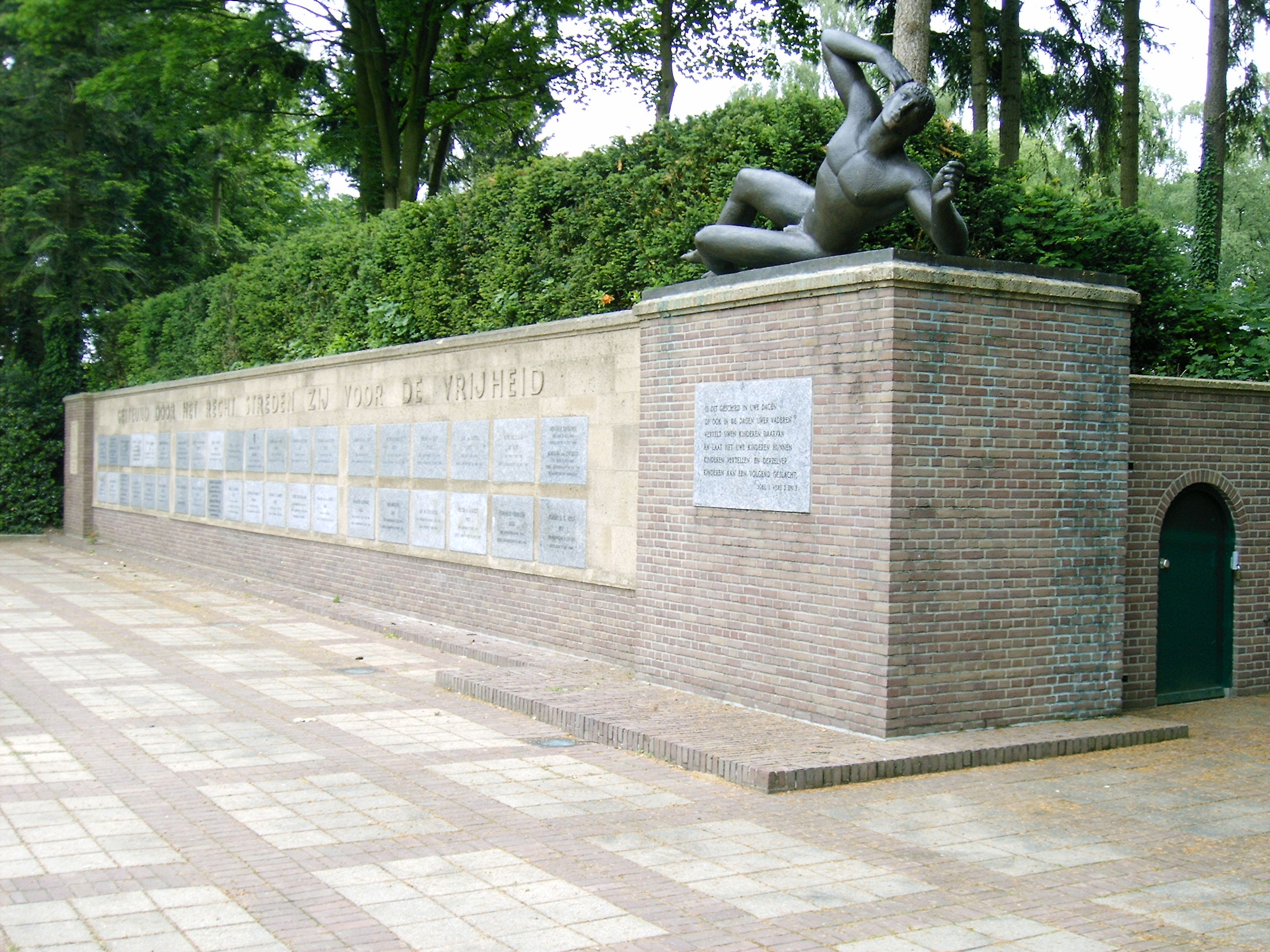
Het mausoleum in Ede

Een mausoleum was oorspronkelijk een vrijstaand, monumentaal gebouw waarin het lichaam of de as van een overleden persoon, veelal een heerser, werd bewaard. In Nederland wordt de term mausoleum tegenwoordig in het uitvaartwezen ook gebruikt voor grafkapellen, waaronder of waarbij zich een grafkelder voor meerdere graven bevindt. Meestal zijn dit privé(familie-)mausolea, maar er zijn ook mogelijkheden om in een algemeen mausoleum te worden bijgezet.
Het woord mausoleum is afkomstig van het voor Maussollos, tussen 377 v.Chr. en 353 v.Chr. satraap van Karië, gebouwde Mausoleum van Halicarnassus, dat tot de zeven wereldwonderen uit de klassieke oudheid behoort.
Voorbeelden van mausolea zijn:
- het mausoleum van Lenin op het Rode Plein in Moskou
- het Mausoleum Independencia van de Dominicaanse Padres del Patria
- de Taj Mahal in Agra (India)
- Enver Hoxha's mausoleum in Tirana (Albanië)
- Che Guevara's mausoleum in Santa Clara (Cuba)
- Timoer Lenks mausoleum "Gur-e Emir" in Samarkand (Oezbekistan)
- Grants tombe in New York
- Mausoleum in Oldenburg (Duitsland)
- het mausoleum van Augustus en de Engelenburcht in Rome
- Anıtkabir, het mausoleum van Atatürk in Ankara
- het mausoleum van Hodja Ahmed Yasavi in Türkistan in Kazachstan
- het mausoleum van Theodorik de Grote in Ravenna
- het mausoleum voor Jan Amos Comenius in de Waalse kapel in Naarden
- het mausoleum van de familie Von Clermont in Vaals
- het mausoleum voor de Duitse ex-keizer Wilhelm II bij Huis Doorn
- het mausoleum voor Banda in Lilongwe
- het mausoleum van Hồ Chí Minh in Hanoi (Vietnam)
- het Kumsusanpaleis van Kim Il-sung en Kim Jong-il in Pyongyang
- het mausoleum van de familie Medici in Cappelle Medicee van de San Lorenzo in Florence
- het mausoleum voor verzetsstrijders uit de Tweede Wereldoorlog op de Erebegraafplaats in Ede
- het mausoleum met het terracottaleger van keizer Qin Shi Huangdi in Xian
- het mausoleum van Henry Shaw in de Missouri Botanical Garden
- het Juselius Mausoleum in Pori, Finland, Finlands enige mausoleum
- het mausoleum van Süleyman Shah